# 록올라
록올라 제조기업(영어: Rock-Ola Manufacturing Corporation)은 미국의 주크박스 제품 제조사이다.

## 역사
록올라 저울회사는 1927년 동전 가동기계의 선구자 데이비드 컬렌 로콜라가 설립했다. 19800년대 초반 록올라는 아케이드 캐비넷을 제작했는데, 대표작으로 《판타지 (1981)》, 《점프 버그 (1981)》, 《아이즈 (1982)》가 있다. 가장 큰 사업적 성공을 거둔 비디오 게임은 《니블러》였다.